# Push It (пісня Static-X)
Push It — перший сингл метал-гурту Static-X з дебютного альбому Wisconsin Death Trip.
«Push It» — одна з найвідоміших і найпопулярніших пісень Static-X. Вона разом із «I'm with Stupid» є бестселером першого альбому гурту.
Музичне відео на пісню було знято Міком Ольшевським і містить кадри глиняних анімаційних істот, подібних до тих, що можна знайти у відеороликах Tool, упереміж з виступами групи.

## Список композицій
| Сингл | Сингл     | Сингл      |
| #     | Назва     | Тривалість |
| ----- | --------- | ---------- |
| 1.    | «Push It» | 2:34       |

| Максі-сингл | Максі-сингл                                     | Максі-сингл |
| #           | Назва                                           | Тривалість  |
| ----------- | ----------------------------------------------- | ----------- |
| 1.          | «Push It»                                       | 2:34        |
| 2.          | «Bled for Days (Live)»                          | 4:03        |
| 3.          | «Push It «(Jb’s Death Trance Mix)»              | 3:32        |
| 4.          | «Down»                                          | 3:14        |
| 5.          | «Push It «(Mephisto Odyssey Crucified Dub Mix)» | 6:09        |
| 19:24       |                                                 |             |

## Учасники запису
- Вейн Статік — головний вокал, ритм-гітара, програмування.
- Кен Джей — ударні.
- Коічі Фукуда — соло-гітара, клавішні, програмування.
- Тоні Кампос — бас, бек-вокал.